# کوین مونرو
کوین مونرو (انگلیسی: Kevin Munroe؛ زادهٔ ۱۹۷۲) یک کارگردان اهل کانادا است. فیلم انیمیشنی تی‌ام‌ان‌تی (به انگلیسی: TMNT)  تولید ۲۰۰۷ از ساخته های اوست.